# Chiemgauer

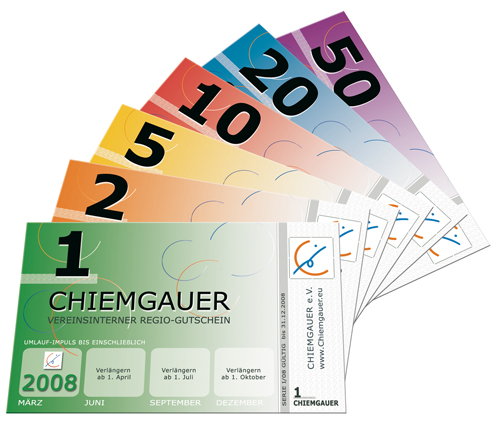
Chiemgauer-Scheine

 Der Chiemgauer gehört zur Familie der Regiogelder und wurde im Januar 2003 durch ein Schülerprojekt der 10. Jahrgangsstufe der Waldorfschule Chiemgau in Prien auf Basis eines Konzeptes des begleitenden Wirtschaftslehrers Christian Gelleri gestartet. Im Juni desselben Jahres wurde an der Schule der Trägerverein des Chiemgauer mit gleichem Namen gegründet. Das Projekt löste sich aufgrund des dynamischen Wachstums der Initiative im Sommer 2005 von der Waldorfschule.
Die wirtschaftliche Abwicklung obliegt seit 2008 der Sozialgenossenschaft Regios eG, ideeller Träger ist der Chiemgauer e. V. mit 5.000 Mitgliedern, darunter 700 Annahmestellen und gemeinnützige Vereine aus der Region. Das Ziel des Chiemgauer Regiogelds ist die Stärkung und Bildung regionaler Wirtschaftskreisläufe und die Förderung gemeinnütziger Vereine in der Region Chiemgau. Das Verbreitungsgebiet ist beschränkt auf die Landkreise Rosenheim und Traunstein mit 480.000 Einwohnern.
Das Chiemgauer Regiogeld gibt es als Gutscheinsystem und in bargeldloser Form, der Regiocard. Die Chiemgauer-Initiative kooperiert bei der Kontoführung und der Zahlungsabwicklung mit regionalen und ethisch-ökologisch orientierten Banken.
Um beim Chiemgauer mitmachen zu können, werden alle Nutzer des Regiogeldes, also Verbraucher, Unternehmen, Vereine, Kommunen und sonstige Partner, Mitglied beim Trägerverein. Die Mitgliedschaft dient zur rechtlichen Abgrenzung gegenüber dem gesetzlichen Zahlungsmittel und zur Anwendung der vereinsinternen Regeln. Die Idee dahinter ist eine direktdemokratische Selbstverwaltung der Initiative.

## Wechselkurs
Chiemgauer können von Verbrauchern mit einem Wert von 1:1 gegen Euro gekauft, jedoch nur gegen eine Gebühr in Höhe von 5 % als „Regionalbeitrag“ in Euro zurückgetauscht werden. Von den 5 % gehen 60 % an einen gemeinnützigen Verein. Welcher Verein gefördert wird, bestimmt derjenige, der Euro in Regiogeld einwechselt. Die verbleibenden 40 % dienen der Kostendeckung des Herausgebers.

## Gültigkeit
Eingetauschte Gutscheine sind jeweils sechs Monate gültig. Nach Ablauf kann die Gültigkeit der Chiemgauer-Scheine durch Kauf und Aufkleben einer Klebemarke im Wert von 3 % seines Werts verlängert werden (→ Umlaufgesichertes Geld). Die Chiemgauer-Serien werden nach drei Jahren ausgetauscht. Chiemgauer-Scheine, die länger als drei Jahre abgelaufen sind, werden nicht mehr zur Aufwertung und Einzahlung akzeptiert. Alle Verwender von Chiemgauer sind zugleich kostenfreies Fördermitglied im Verein Chiemgauer e. V.
Der elektronische Chiemgauer hat einen Umlaufimpuls von sechs Prozent pro Jahr oder umgerechnet 0,016 % pro Tag. Allerdings wird die Gebühr erst ab dem 91. Tag auf dem Konto wirksam. Hierbei gilt ein rollierendes First-in-First-Out-Prinzip. Der Umlaufimpuls, ursprünglich 8 % pro Jahr wurde durch Beschluss der Mitgliederversammlung des Chiemgauer e. V. im Jahr 2015 auf 6 % gesenkt. Die umlaufende Chiemgauer-Geldmenge liegt aktuell bei etwa 1 Mio. Chiemgauer.

## Sicherheitsmerkmale
Die Scheine im Wert von 1, 2, 5, 10, 20 und 50 Euro verfügen über 14 Sicherheitsmerkmale. So sind die Scheine einzeln nummeriert und mit einem Barcode zur Prüfung versehen. Sie verfügen über ein echtes Wasserzeichen, sind mit einer Guillochen- und Kopierschutztechnik versehen und zeigen UV-Merkmale zur Prüfung mit Geldprüfgeräten.

## Deckung
Chiemgauer sind durch Euro 1 zu 1 gedeckt. Für die Gutschein-Variante hat der herausgebende Verein eine Rücklage bei einer Bank gebildet. Die bargeldlose Variante wird durch die kooperierenden Banken gedeckt.

## Aktuelle Zahlen
Ende 2020 wurde das Regiogeld von etwa 500 Unternehmen akzeptiert und von knapp 4.500 Mitgliedern genutzt. Die Umsätze des Chiemgauer-Netzwerks lagen im ersten Jahr 2003 bei 70.000 Chiemgauer bei einer Umlaufmenge von 10.000 Chiemgauer, 2006 bei 1,45 Mio. Euro bei einer Umlaufmenge von 70.000 Chiemgauer. 2020 lag der Umsatz der 500 teilnehmenden Annahmestellen bei etwa 6 Mio. Damit ist der Chiemgauer das derzeit größte Regiogeld-System im deutschsprachigen Raum und eine der erfolgreichsten Komplementärwährungen der Welt.

## Hintergrund
Der Chiemgauer kann theoretisch eingebettet werden in die Theorie sozialer Innovationen. Durch eine stärkere Fokussierung auf Nachhaltigkeitsthemen insbesondere seit dem Jahr 2019 sieht sich das Projekt dem Anspruch einer sozial-ökologischen Transformation verbunden.

## Medien (Film)
- Chiemgauer in der Sendereihe „Planet Wissen“ der ARD vom 25. September 2014
- Chiemgauer im Bayerischen Fernsehen (Memento vom 31. Juli 2009 im Internet Archive) vom 27. Juli 2009
- Chiemgauer in ORF 1, Januar 2009
- Chiemgauer auf Deutsche Welle (August 2009)

## Medien (Zeitungen und Zeitschriften)
- Geld ist, was gilt, Juni 2009 (PDF-Datei; 390 kB)
- Das Geld der Anti-Globalisierer, Die Zeit, 5. August 2004
- stern.de 29. August 2004
- Das geht: Das macht zwei Chiemgauer, bitte!